# Жоб (автор комиксов)
Андре́ Жобен (фр. André Jobin, псевдоним — Жоб, Job; 25 октября 1927[…], Делемон, Берн, Швейцария — 8 октября 2024[…], Ним, Гар, Франция), — художник, сценарист, создатель швейцарских франкоязычных комиксов. Жоб наиболее известен своей серией детских комиксов «Якари», сюжет которой сочинял с 1973 по 2016 год.

## Биография
Родился 25 октября 1927 года в швейцарском городе Делемоне.
Став журналистом, в 1964 году основал детский журнал Le Crapaud à Lunettes.
В 1967 году он познакомился с художником Дерибом (настоящее имя Клод де Рибопьер, Claude de Ribaupierre) и предложил ему сотрудничество. В том же году они вместе опубликовали серию комиксов «Приключения Пифагора и Ко». В 1969 году он создал серию «Якари», нарисованную Дерибом.
В 1991 году за свою карьеру Жоб был награждён орденом «Мастера чести» («Maîtrise d'honneur») на фестивале комиксов в Сьерре.
В 2016 году он написал свой последний рассказ о Якари. Но серия на этом не завершилась, работу с Дерибом продолжил Жорис Шамблен.
По мотивам «Якари» вышло два мультсериала — в 1983 и 2005 годах, а в 2020 году свет увидела полнометражная версия «Литл Гром».
Умер 8 октября 2024 года, в возрасте 96 лет.